# Danny Alexander

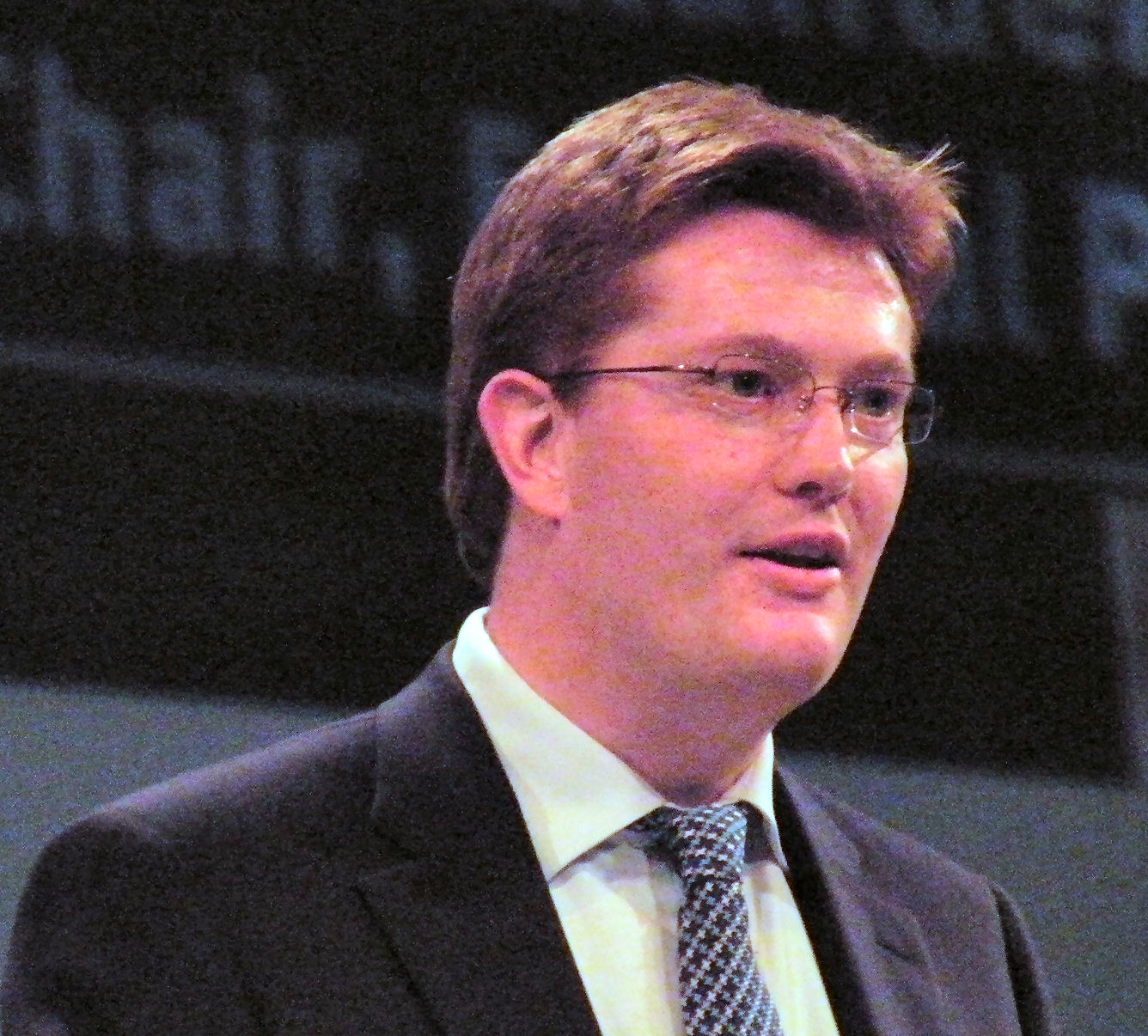
Danny Alexander (2008)

Sir Daniel Grian „Danny“ Alexander (* 15. Mai 1972 in Edinburgh) ist ein britischer Politiker der Liberal Democrats und von Mai 2010 bis Mai 2015 Chefsekretär des Schatzamtes (Chief Secretary to the Treasury). Er verlor seinen Parlamentssitz bei der Wahl 2015. Seit Februar 2016 ist er Vizepräsident bei der Asiatischen Infrastrukturinvestmentbank.

## Leben

### Aufstieg zum Spitzenfunktionär der Liberal Democrats
Nach dem Besuch der Lochaber High School studierte er Politikwissenschaft, Philosophie und Ökonomie am St Anne’s College der University of Oxford. 1993 wurde er Pressesprecher der Liberal Democrats in Schottland, ehe er 1996 Kommunikationsdirektor der Europäischen Bewegung International wurde. Nach mehrjähriger Tätigkeit war er anschließend von 2004 bis 2005 Leiter der Kommunikationsabteilung des Cairngorms-Nationalparks, dem größten und gleichzeitig jüngsten der vierzehn Nationalparks in Großbritannien.
Bei den Unterhauswahlen am 5. Mai 2005 wurde er als Kandidat der Liberal Democrats erstmals zum Mitglied des Unterhauses (House of Commons) gewählt und vertritt dort seitdem den neugeschaffenen Wahlkreis Inverness, Nairn, Badenoch and Strathspey. Dabei konnte er sich gegen den bisherigen Labour-Party-Unterhausabgeordneten des Wahlkreises Inverness, Nairn and Lochaber, David Stewart, klar mit 40,3 % zu 30,9 % der Wählerstimmen durchsetzen. Nach der Wahl kam heraus, dass der Wahlkampf von Alexander mit einer Wahlkampfspende von 2500 Pfund Sterling des Labour-Politikers Baron Haskins unterstützt wurde, der anschließend deshalb aus der Labour Party ausgeschlossen wurde.
Anschließend wurde Alexander vom damaligen Vorsitzenden der Liberaldemokraten, Charles Kennedy, zum Junior Sprecher für Arbeit und Rente ernannt und setzte sich dabei mit Fragen zu Menschen mit Behinderung auseinander. Danach war er 2007 zunächst für sechs Monate Mitglied des liberaldemokratischen Schattenkabinetts als Schattenminister für Soziales, ehe er danach Schattenminister für Arbeit und Pensionen wurde. Dieses Amt gab er 2008 auf, als er Stabschef von Nick Clegg, dem Vorsitzenden der Liberal Democrats, wurde.
In dieser Funktion war er Vorsitzender im Führungsteam seiner Partei, das das liberaldemokratische Manifest für die Unterhauswahlen 2010 verfasste. Nachdem die Conservative Party bei diesen Wahlen die alleinige Mehrheit der Sitze im Unterhaus verpasst hatte, gehörte Alexander zu den Unterhändlern der Liberal Democrats zur Aushandlung einer Koalitionsregierung mit den Konservativen oder der Labour Party.

### Schottlandminister und Chefsekretär im Schatzamt
Nach dem Zustandekommen der Koalition mit der Conservative Party wurde er von Premierminister David Cameron am 12. Mai 2010 zum Minister für Schottland (Secretary of State for Scotland) ernannt und damit zu einem von fünf Liberaldemokraten im Kabinett Cameron I.
Am 29. Mai 2010 trat der Chefsekretär des Schatzamtes, David Laws, nach 17 Tagen im Amt zurück. Laws hatte sich vor seinem Amtsantritt als Minister, im Widerspruch zu im Jahre 2006 erlassenen parlamentarischen Vorschriften, Mietzahlungen seines Lebensgefährten James Lundie als eigene Spesen ausbezahlen lassen. Als Motiv gab Laws an, seine sexuelle Orientierung vor öffentlicher Anteilnahme schützen zu wollen.
Infolge dieses Rücktritts übernahm Danny Alexander daraufhin das Amt von David Laws, während Michael Moore Nachfolger als Schottlandminister wurde.
Zwei Tage nach seinem Amtsantritt gab es Presseberichte in The Daily Telegraph darüber, dass Alexander aufgrund einer Gesetzeslücke keine Zahlungen von Kapitalertragsteuern (Capital Gains Tax) für ein 2007 von ihm verkauften Immobilie geleistet hätte. Darüber hinaus warf ihm die Tageszeitung vor, dass er sein einziges Haus sowohl zum Haupt- als auch zum Nebenwohnsitz erklärt habe, um dadurch parlamentarische Zuwendungen zu erhalten. Später erklärte er jedoch, dass er alle Steuern nach dem Verkauf seines Zweitwohnsitzes gezahlt habe.
Als Chefsekretär des Schatzamtes übt Danny Alexander de facto nach dem Premierminister Cameron und Schatzkanzler George Osborne das drittwichtigste Kabinettsamt aus und steht damit in der Bedeutung quasi über dem Vorsitzenden der Liberal Democrats, Nick Clegg, der Stellvertretender Premierminister wurde.
Bei der Unterhauswahl 2015 verlor Alexander seinen schottischen Wahlkreis Inverness, Nairn, Badenoch and Strathspey, den er seit 2005 für die Liberal Democrats gehalten hatte, an seinen Gegenkandidaten Drew Hendry von der Scottish National Party.

### Nach dem Ausscheiden aus dem Parlament
Das Angebot von Nick Clegg ihm nach dieser Niederlage durch die Aufnahme in die Dissolution Honours List mit einem Life Peerage Titel einen Sitz im Oberhaus des Parlaments zu verschaffen lehnte Alexander ab. Er wurde im Rahmen der Dissolution Honours stattdessen zum Ritter geschlagen und darf sich seither Sir nennen. Am 5. Februar 2016 wurde Sir Danny zum Vizepräsidenten der Asiatischen Infrastrukturinvestmentbank ernannt.